# Lœuilley
Lœuilley [lœjɛ] ist eine Gemeinde im französischen Département Haute-Saône in der Region Bourgogne-Franche-Comté.

## Geographie
Lœuilley liegt auf einer Höhe von 214 m über dem Meeresspiegel, 16 Kilometer westlich von Gray und etwa 30 Kilometer nordöstlich der Stadt Dijon (Luftlinie). Das Dorf erstreckt sich im äußersten Westen des Départements, leicht erhöht am östlichen Talrand der Vingeanne.
Die Fläche des 5,67 km² großen Gemeindegebiets umfasst einen Abschnitt in der leicht gewellten Landschaft nordwestlich des Saônebeckens. Die westliche Grenze verläuft entlang der Vingeanne, die mit mehreren Mäandern durch eine Alluvialniederung nach Süden zur Saône fließt. Die Talaue liegt durchschnittlich auf 208 m und weist eine Breite von ungefähr einem Kilometer auf. Der Fluss wird von der Wasserstraße des Canal de la Marne à la Saône begleitet, der die Mäander abschneidet und auf einer kurzen Strecke durch das Gemeindeareal verläuft. 
Vom Flusslauf erstreckt sich der Gemeindeboden nach Osten über die Talaue bis auf das angrenzende Plateau, das eine durchschnittliche Höhe von 240 m erreicht. Die Hochfläche besteht aus Sedimenten des Tertiärs und kalkigen Schichten des Oberjura. Sie wird durch eine Talmulde untergliedert, die sich zur Vingeanne hin öffnet. Während der westliche Teil des Plateaus landwirtschaftlich genutzt wird, ist der östliche Teil mit der Waldung des Bois de Lœuilley bestanden. Mit 248 m wird hier der höchste Punkt von Lœuilley erreicht.
Nachbargemeinden von Lœuilley sind Dampierre-et-Flée und Attricourt im Norden, Broye-les-Loups-et-Verfontaine im Osten, Champagne-sur-Vingeanne im Süden sowie Beaumont-sur-Vingeanne im Westen.

## Geschichte
Im Mittelalter gehörte Lœuilley zur Freigrafschaft Burgund und darin zum Gebiet des Bailliage d’Amont. Die lokale Herrschaft hatten die Herren von Montigny inne. Das Priorat Saint-Martin wurde im 11. Jahrhundert gegründet. Zusammen mit der Franche-Comté gelangte der Ort mit dem Frieden von Nimwegen 1678 definitiv an Frankreich. Zu einer Gebietsveränderung kam es im Jahr 1808, als der Nachbarort Attricourt nach Lœuilley eingemeindet wurde. Bereits 1821 erhielt Attricourt seine Eigenständigkeit als Gemeinde wieder zurück. Seit 2008 ist Lœuilley Mitglied des 14 Ortschaften umfassenden Gemeindeverbandes Communauté de communes des Quatre Vallées.

## Sehenswürdigkeiten

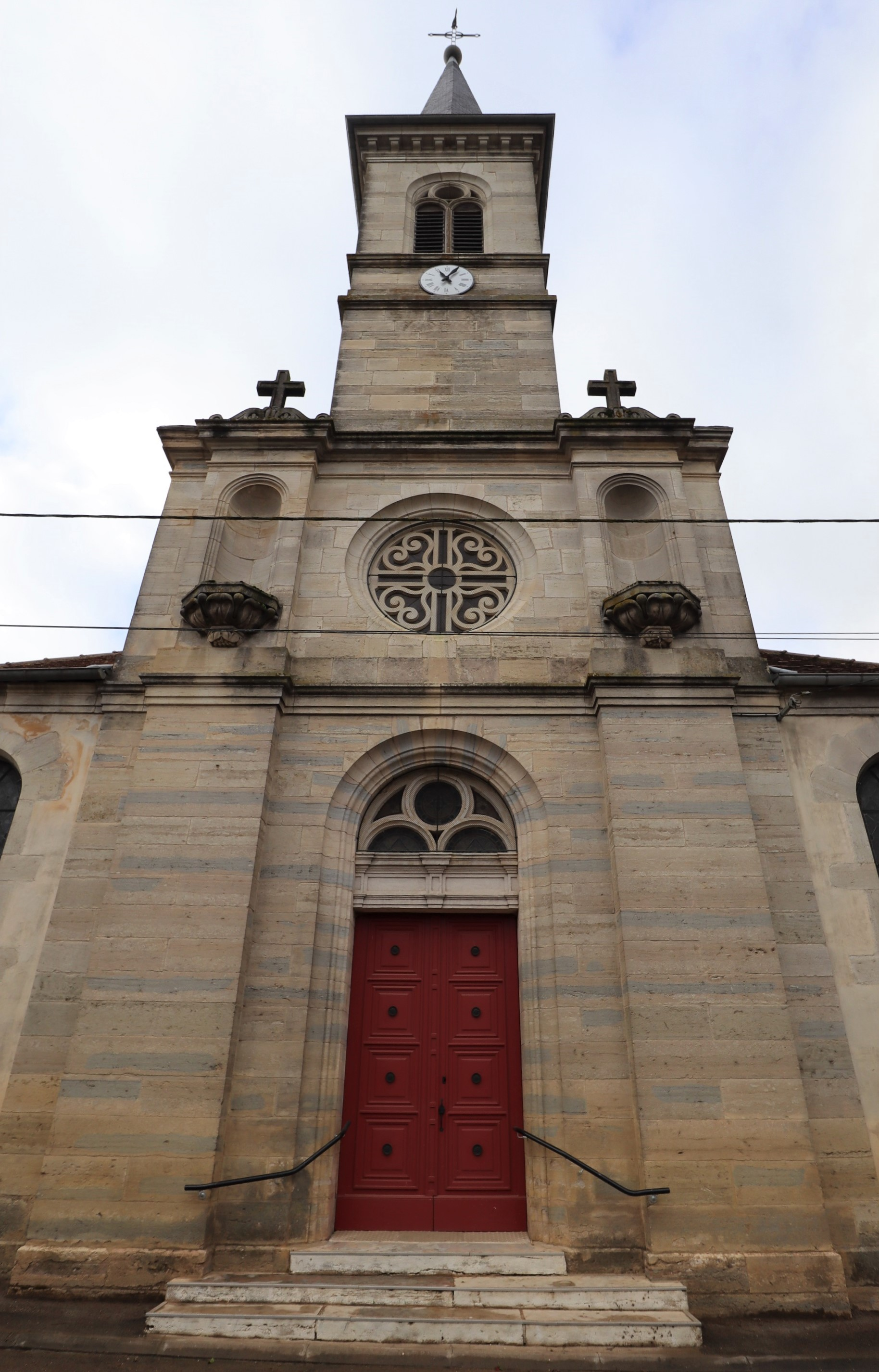
Kirche Saint-Martin

Die Dorfkirche von Lœuilley wurde im Stil der Neurenaissance im 19. Jahrhundert neu erbaut. Sie beherbergt eine Madonnenstatue aus dem 16. Jahrhundert und eine Holzstatue des heiligen Martin aus dem 18. Jahrhundert. Die Gebäude des ehemaligen Priorats Saint-Martin sind erhalten. Ein steinernes Wegkreuz ist auf das Jahr 1755 datiert. Das überdachte Lavoir, das einst als Waschhaus und Viehtränke diente, wurde im 19. Jahrhundert errichtet.

## Bevölkerung
| Jahr                       | 1962 | 1968 | 1975 | 1982 | 1990 | 1999 | 2006 |
| Einwohner                  | 128  | 96   | 116  | 116  | 100  | 103  | 117  |
| Quellen: Cassini und INSEE |      |      |      |      |      |      |      |

Mit 119 Einwohnern (2007) gehört Lœuilley zu den kleinen Gemeinden des Département Haute-Saône. Nachdem die Einwohnerzahl in der ersten Hälfte des 20. Jahrhunderts deutlich abgenommen hatte (1881 wurden noch 211 Personen gezählt), wurden seit Beginn der 1960er Jahre nur noch geringe Schwankungen verzeichnet.

## Wirtschaft und Infrastruktur
Lœuilley war lange Zeit ein vorwiegend durch die Landwirtschaft (Ackerbau, Obstbau und Viehzucht) und die Forstwirtschaft geprägtes Dorf. Später bestimmte ein Schmiede- und Eisenwerk das dörfliche Leben. Heute gibt es einige Betriebe des lokalen Kleingewerbes. In den letzten Jahrzehnten hat sich das Dorf zu einer Wohngemeinde gewandelt. Viele Erwerbstätige sind deshalb Wegpendler, die in den größeren Ortschaften der Umgebung ihrer Arbeit nachgehen.
Die Ortschaft liegt abseits der größeren Durchgangsachsen an einer Departementsstraße, die von Dampierre nach Champagne-sur-Vingeanne führt. Eine weitere Straßenverbindung besteht mit Broye-les-Loups.